# Colours of Ostrava 2023
Colours of Ostrava 2023 (česky Barvy Ostravy 2023) byl 20. ročník multižánrového hudebního festivalu Colours of Ostrava. Konal se od 19. do 22. července 2023 v Dolní oblasti Vítkovice v Ostravě. Festival pořádala společnost Colour Production. Program probíhal na devatenácti scénách a měl přes 350 programových bodů. Tradiční součástí festivalu byl i Meltingpot.

## Účastníci
Tohoto ročníku se zúčastnili tito umělci (neúplný seznam):
Mezi headlinery festivalu měli patřit i Ellie Goulding, která ze zdravotních důvodů čtvrteční koncert zrušila, a Burna Boy, jehož vystoupení bylo zrušeno pár minut před jeho začátkem. Jako oficiální důvod nijerisjký zpěvák uvedl technické závady na jeho osobním letadle.
- OneRepublic (Spojené státy)
- Macklemore (Spojené státy)
- Interpol (Spojené státy)
- Jacob Collier (Spojené království)
- Purple Disco Machine (Německo)
- Niall Horan (Irsko)
- Tom Grennan (Velká Británie)
- Gilberto Gil (Brazílie)
- Kavinsky (Francie)
- Sleafor Mods (Spojené království)
- Zhu (Spojené státy)
- Danger (Francie)
- LaBrassBanda (Německo)
- Ewa Farna (Česko)
- Ben Cristovao (Česko)
- Monkey Business (Česko)
- PHS Live Band (Česko)
- Zrní (Česko)
- Chinaski (Česko)
- Vypsaná fiXa (Česko)
- Prago Union a Krotitelé duchů (Česko)
- Pam Rabbit (Česko)
- Post hudba (Česko)

Na Meltingpotu vystoupili například:
- Matthew Walker (Spojené království)
- Jamie Catto (Spojené království)
- Patrick McKeown (Irsko)
- Eva Le Peutrec (Česko)
- Barbara Paldus (Česko, Kanada)
- Brain We Are (Česko)
- Martin Baxa (Česko)
- Jan Benda (Česko)
- Dana Drábová (Česko)
- Petr Dvořák (Česko)
- Petr Fiala (Česko)
- Matt Field (Česko)
- Miloš Gregor (Česko)
- Markéta Gregorová (Česko)
- Filip Horký (Česko)
- Jasmína Houdek a Pavel Houdek (Česko)
- Karel Janeček (Česko)
- Martina Viktorie Kopecká (Česko)
- Martin Kubal (Česko)
- Ondřej Moravec (Česko)
- Petr Pavel (Česko)
- Petr Smejkal (Česko)
- Jakub Vágner (Česko)
- Tomáš Zástěra (Česko)

## Kontroverze
Během druhého dne festivalu se objevila na Deníku N zpráva, že pořadatelé do areálu odmítli vpustit návštěvníky se symboly duhových barev. Jako důvod uvedli, že se jedná o propagační symbol podporující osoby s odlišnou sexuální orientací, a duhové symboly přirovnali k hákovému kříži. Ředitelka festivalu Zlata Holušová následně uvedla, že osoby kontrolující návštěvníky u vstupu nedostaly pokyn nevpouštět osoby s duhovými symboly a jedná se o selhání jednotlivce. Následně označila celou kauza ze zmedializovanou a jednání osob s duhovými symboly za provokativní.